# Новофёдоровка (Сакский район)
Новофёдоровка (укр. Новофедорівка, крымскотат. Novofödorovka) — посёлок городского типа в Сакском районе Крыма.

## География
Градообразующее предприятие посёлка — военный аэродром Саки, расположенный сразу за жилой зоной на восточной окраине.
По данным на 2020 год здесь дислоцируется 43-й отдельный морской штурмовой авиационный Севастопольский Краснознамённый ордена Кутузова полк морской авиации Черноморского флота.
В советские годы это был крупный авиационный гарнизон ВВС Черноморского флота, посёлок именовался «Саки-4», где дислоцировалось множество авиационных частей ЧФ. В середине 70-х годов именно здесь выполнялись исследования и практические работы по самолётам палубного базирования Як-38, затем был построен полигон взлётно-посадочных систем «Нитка» и сформировано 39-е управление корабельной авиации (затем был создан 1063-й Центр боевого применения корабельной авиации).
Поселок расположен в непосредственной близости от берега Каламитского залива Чёрного моря, в 18 километрах от Евпатории.
Поблизости от посёлка находятся солёные озера — Кызыл-Яр, Богайлы, Сакское озеро.

## История
Ещё в V веке до н. э. на месте Новофёдоровки находилось древнегреческое поселение, археологические раскопки которого в 1980-е годы проводил крымский археолог С. Ланцов.
До 1917 года на территории поселка находилось несколько зданий, дача «Алый», хозяин которой Шевкопляс поставлял лечебные грязи в Ливадию для лечения царевича Алексея. На карте Крымского статистического управления 1922 года Ново-Фёдоровка ещё не обозначена, а согласно «Списку населённых пунктов Крымской АССР по Всесоюзной переписи 17 декабря 1926 года», в селе Ново-Фёдоровка Тузлинского сельсовета Евпаторийского района числилось 28 дворов, из них 26 крестьянских, население составляло 124 человека: из них — 118 русских и 6 армян.
В 1930-е годы был построен один из полевых (грунтовых) аэродромов для Качинского училища военных лётчиков. Во время немецкой оккупации 1941—1944 на аэродроме было сделано искусственное покрытие. В феврале 1945 года аэродром принял самолёты Уинстона Черчилля и Франклина Рузвельта, которые прибыли на Ялтинскую конференцию. В послевоенный период был основан авиационный гарнизон «Саки-4».
Согласно постановлению Верховного Совета Республики Крым от 12 декабря 1992 на территории авиационного гарнизона «Саки-4» образован посёлок городского типа Новофёдоровка в составе Ореховского сельсовета Сакского района. В ноябре 1995 года образован отдельный Новофёдоровский поселковый совет.
9 августа 2022 года на военном аэродроме в Новофёдоровке произошли взрывы, во время которых пострадало несколько местных жителей. По меньшей мере десять военных самолетов было уничтожено, и один поврежден.

## Достопримечательности
- В 1979 году на пляже в Новофёдоровке был построен железобетонный пирс длиной 150 метров. Этот причал предназначался для постройки тренажёра НИТКА. Металлические конструкции доставляли морем из Николаева и разгружали на этот пирс. К месту постройки везли автотранспортом. Сейчас это наследие холодной войны облюбовали рыбаки и отдыхающие.
- С 2015 года освящён и действует храм праведного воина Феодора Ушакова (первый храм этого православного святого в Крыму)[9]. На территории храма в октябре 2021 года прославленному русскому адмиралу Ушакову открыт памятник[10].
- В посёлке на Аллее Героев установлены бюсты Героя СССР Карпова Александра Дмитриевича и Героя РФ Апакидзе Тимура Автандиловича.

## Население
| 1979  | 1989  | 2001  | 2009  | 2010  | 2011  | 2012  |
| ----- | ----- | ----- | ----- | ----- | ----- | ----- |
| 5309  | ↗6700 | ↘5570 | ↗6272 | ↗6433 | ↗6493 | ↗6557 |
| 2013  | 2014  | 2015  | 2016  | 2017  | 2018  | 2019  |
| ↗6558 | ↘5610 | ↗5651 | ↘5541 | ↘5473 | ↗5490 | ↘5456 |
| 2020  | 2021  |       |       |       |       |       |
| ↗5543 | ↗6489 |       |       |       |       |       |